# Roberto Bussinello
Roberto Bussinello, född 4 oktober 1927 i Pistoia, död 24 augusti 1999 i Vicenza, var en italiensk racerförare.

## Racingkarriär
Bussinello tävlade i sportvagnsracing och formel 3 och körde även ett par formel 1-lopp i början av 1960-talet. Hans bästa resultat var en trettondeplats i det sista loppet i Italien 1965.

## F1-karriär
| Säsong | Stall/Tillverkare         | Poäng | Placering |
| ------ | ------------------------- | ----- | --------- |
| 1961   | De Tomaso-Alfa Romeo      | 0     | –         |
| 1965   | Scuderia Centro Sud (BRM) | 0     | –         |